# Lul·laia
Lul·laia o Lul·laiju va ser un rei d'Assíria, usurpador, que va regnar uns sis anys, entre el 1621 aC i el 1616 aC (cronologia mitjana) o el 1599 aC i el 1594 aC (cronologia curta), en un període tranquil de la història d'Assíria.
Hauria agafat el poder enderrocant a Bazaia que podia haver estat un home gran, de com a mínim 70 anys i probablement més de 80 (si era fill de Belubani), o bé aprofitant el moment de la seva mort si era més jove (fill de Iptar-Sin). La Llista dels reis d'Assíria l'anomena, com a altres usurpadors, "fill de ningú", és a dir, que no era fill ni parent de rei.
Al cap de sis anys, una revolució dirigida per Xuninua, fill de Bazaia el va derrocar. Alguns historiadors creuen que Lul·laia va actuar com a regent durant la minoria d'edat de Xuninua.